# Natanael Rexius
Josef Natanael Rexius,  född den 10 januari 1852 i Göteborg, död där den 16 februari 1929, var en svensk kyrkoman, far till Gunnar och Gerhard Rexius. 
Rexius, vars far var segelmakare, avlade praktisk teologisk examen vid Lunds universitet 1873. Han blev komminister i Göteborgs domkyrkoförsamling 1885 och domprost 1906. Han var kontraktsprost 1906–1917. Han var ombud vid kyrkomötet 1915, preses vid prästmötet i Göteborgs stift samma år och blev teologie doktor 1917. Han var även inspektor vid Göteborgs Västra realskola 1912–1923. Hans eftermäle löd: "R. var inom sin församling mycket uppburen både som predikant och människa". Rexius är begravd på Östra kyrkogården i Göteborg.